# سوکوو (مونتانا)
سوکوو (به انگلیسی: Saco) شهری در ایالت مونتانا کشور ایالات متحده آمریکا است که جمعیت آن در سرشماری سال ۲۰۱۰ میلادی، ۱۹۷ نفر بوده‌است.

## نگارخانه

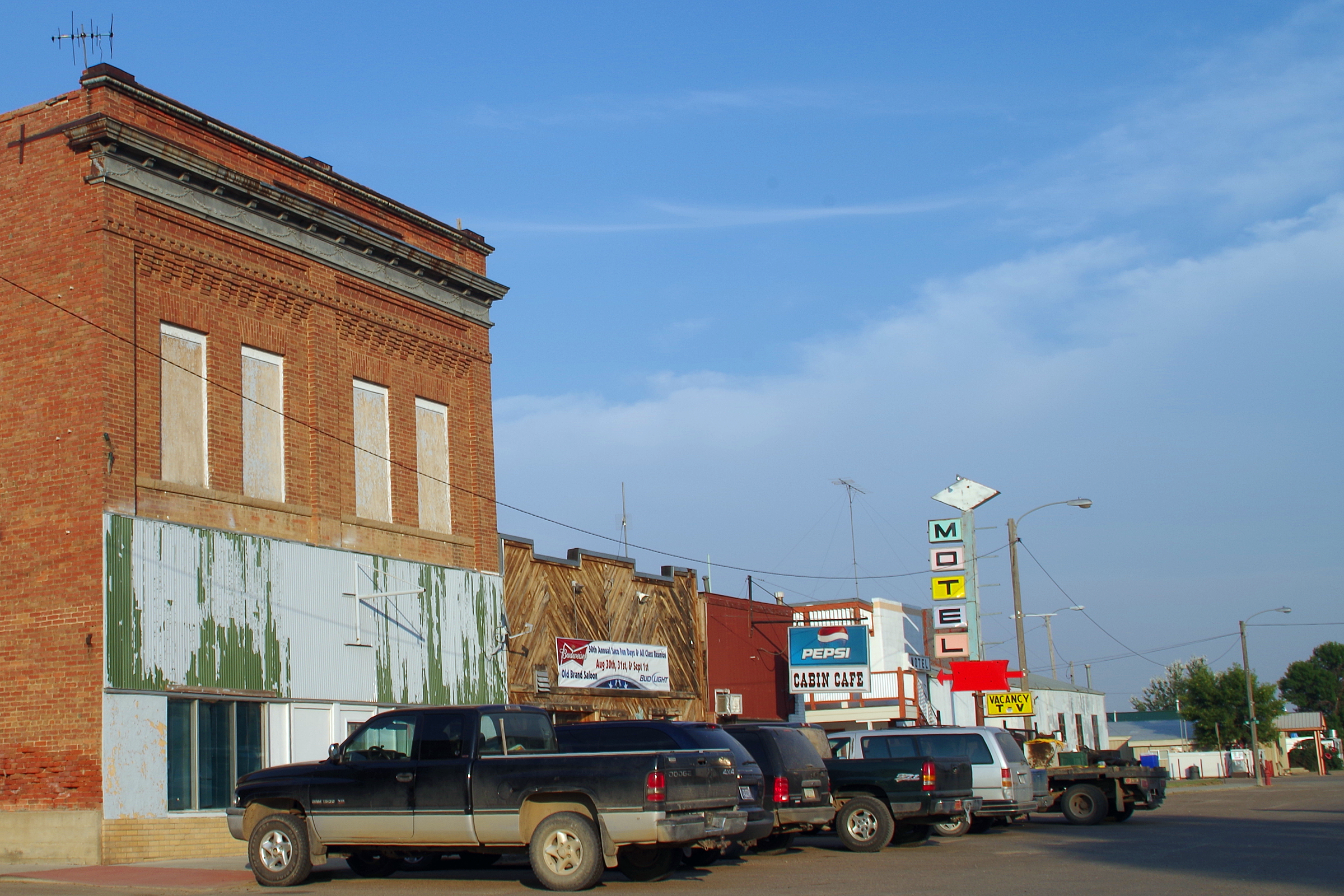
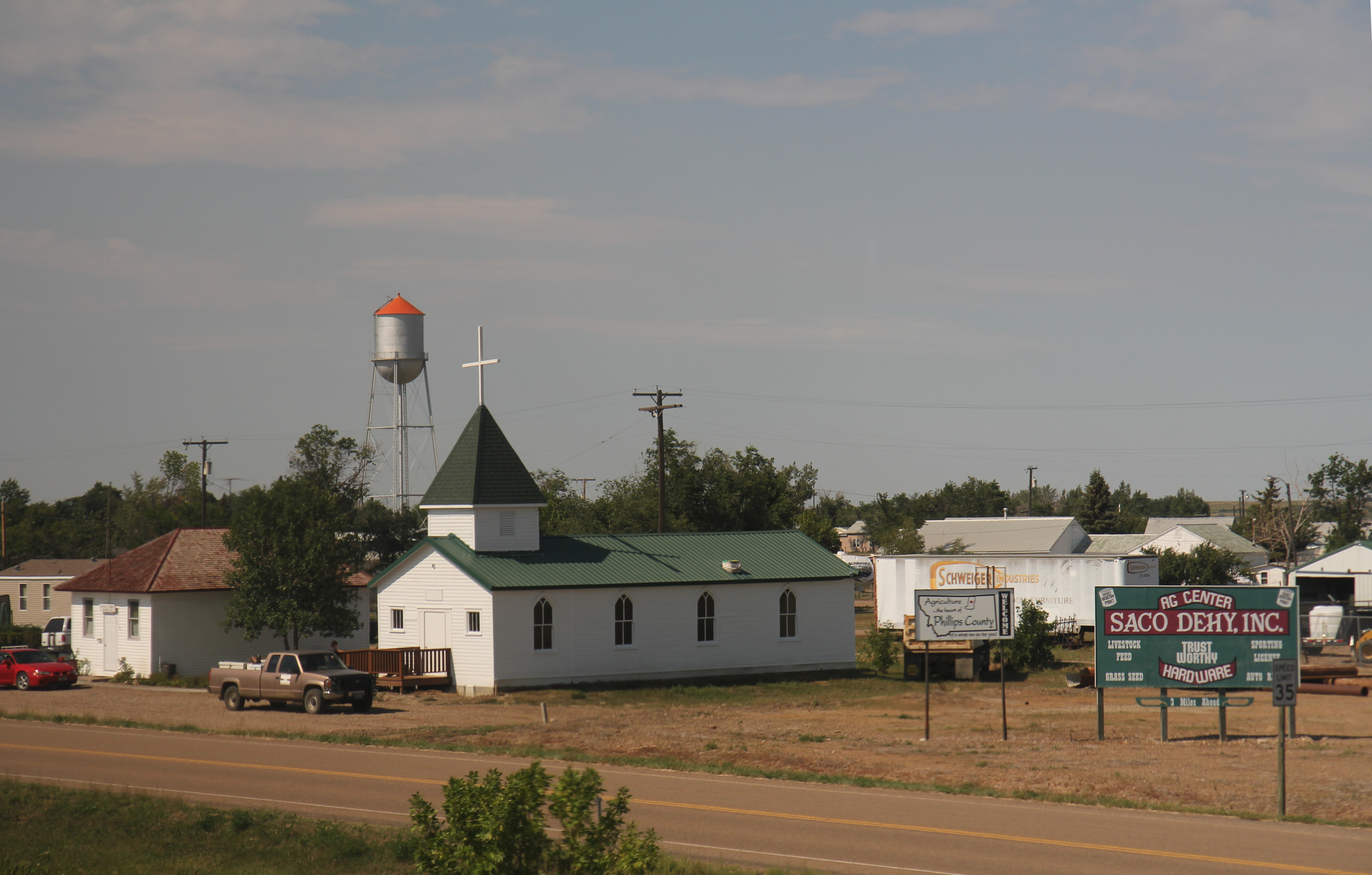
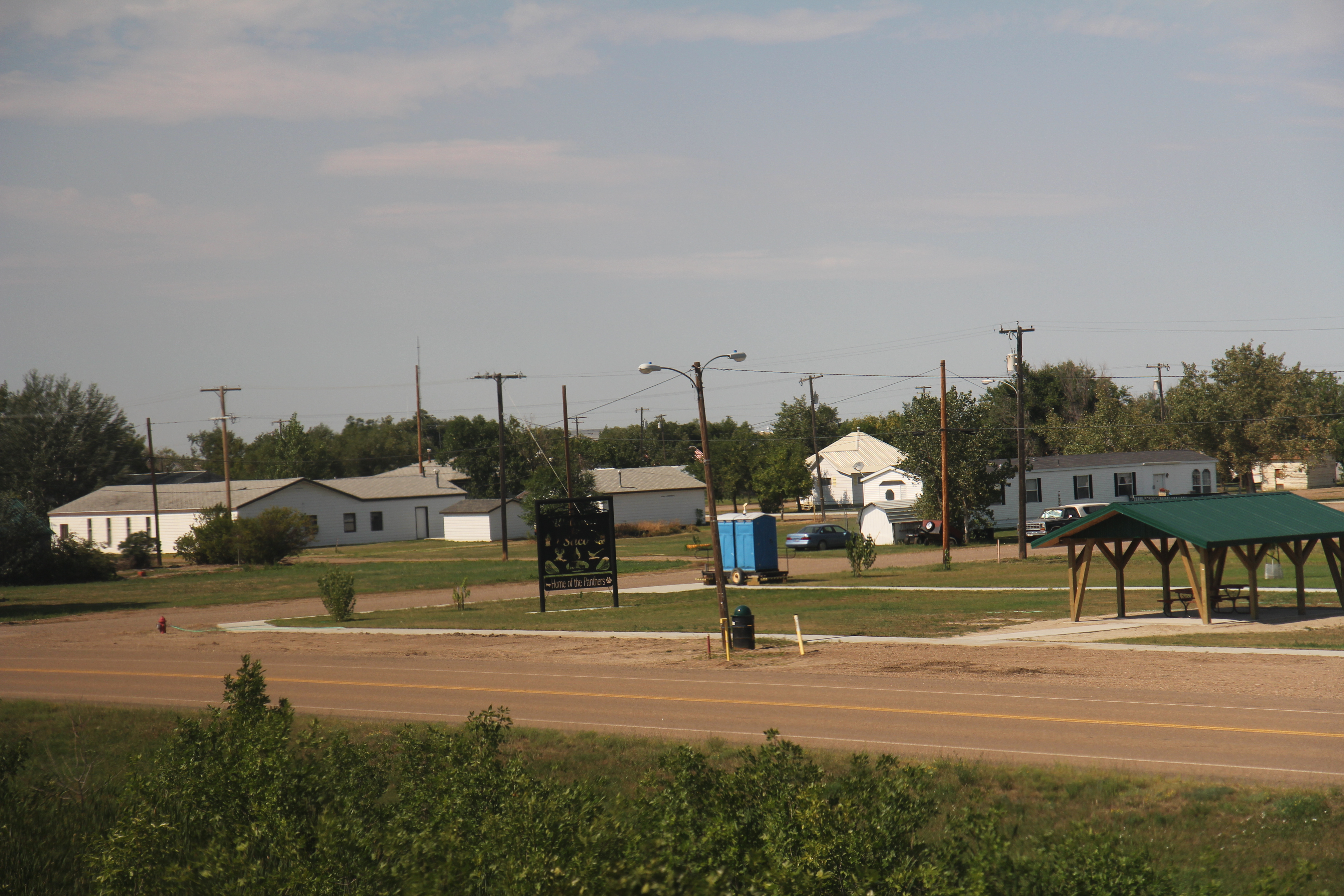

## موقعیت جغرافیایی
موقعیت جغرافیایی شهرها و مناطق اطراف به شرح زیر است: